# Mottainai

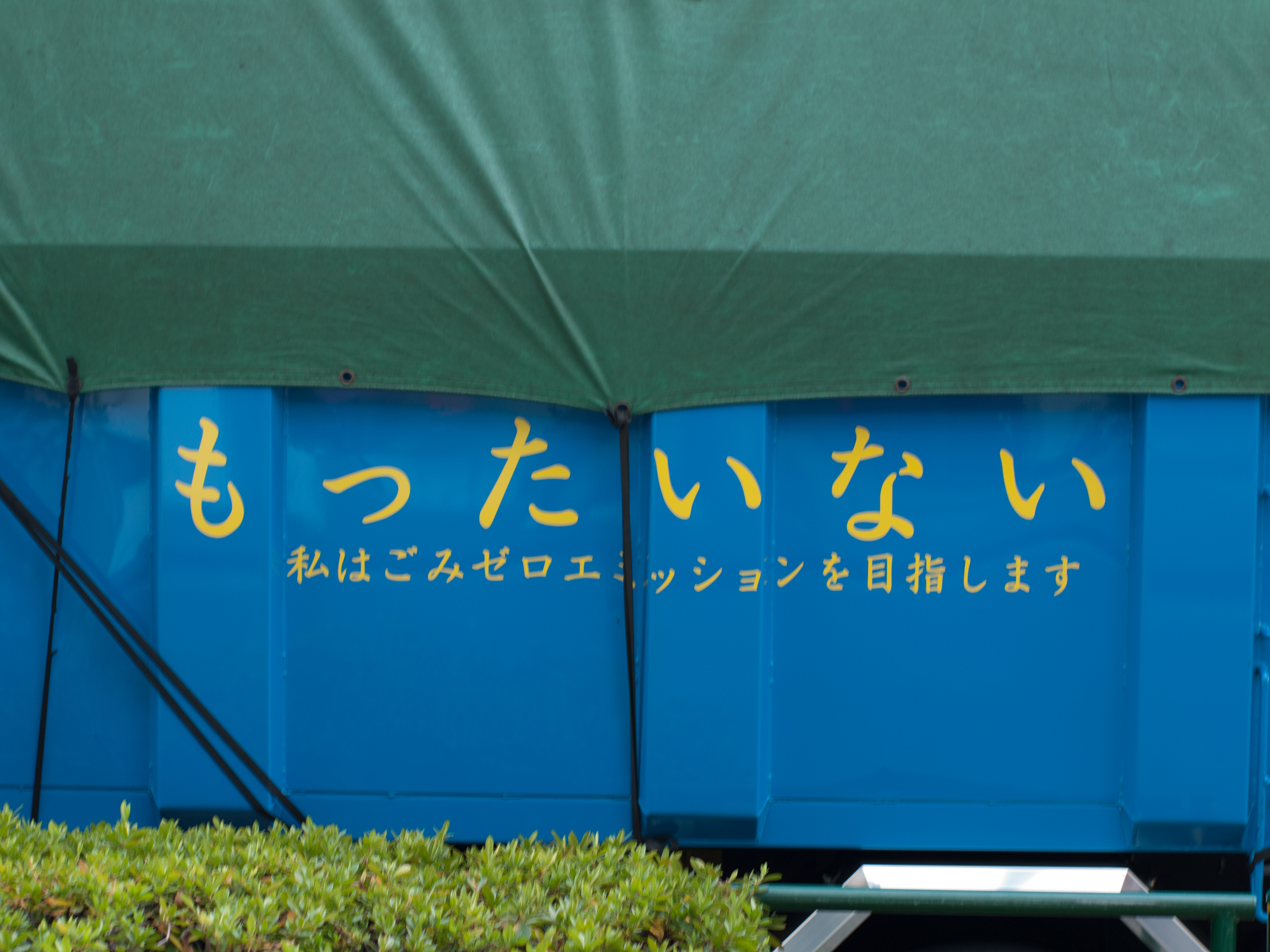
Mottainai geschrieben auf einem LKW, gefolgt von „Ich strebe Nullemission an“

Mottainai (jap. 勿体無い oder もったいない) ist ein aus dem Japanischen stammender Begriff, mit dem ein Gefühl des Bedauerns über die Verschwendung von Zeit, Gütern und Dingen zum Ausdruck gebracht wird. Gemäß dem Kōjien wird der Begriff wie folgt übersetzt: ein Gefühl des Bedauerns über die Verschwendung einer Sache, deren tatsächlicher Wert nicht ausreichend genutzt wird. Mitunter wird die Entstehung des Begriffs, besonders aber dessen Verwendung, dem Zen-Buddhismus zugeschrieben. Japanische Umweltschützer haben den Begriff seit Anfang der 2000er Jahre aufgegriffen, um eine umweltbewusste Lebenseinstellung zu propagieren.
Mediale Aufmerksamkeit erfuhr der Begriff „Mottainai“ durch die Rede von Wangari Maathai vor den Vereinten Nationen im Jahre 2004. Im deutschsprachigen Raum wird das Thema Mottainai sowohl kulinarisch als auch bei Themen wie Haushaltsführung aufgegriffen.